# Макаревич, Николай Олегович
Николай Олегович Макаревич (бел. Мікалай Алегавіч Макарэвіч; род. 22 мая 2002, Борисов, Минская область) — белорусский футболист, нападающий жодинского «Торпедо-БелАЗ». Выступает на правах арендного соглашения в клубе «Жодино-Южное».

## Карьера

### «Торпедо-БелАЗ»
Воспитанник жодинского клуба «Торпедо-БелАЗ». В 2018 году футболист стал выступать в дублирующем составе клуба, где стал одним из основных игроков. В сезоне 2021 года стал подтягиваться к играм с основной командой клуба. Дебютировал за клуб 17 апреля 2021 года в матче против брестского «Динамо», выйдя на замену на 75 минуте. В 2022 году футболист единожды попал в заявку на матчи основной команды, однако на поле так и не вышел.

#### Аренда в «Жодино-Южное»
В январе 2023 года футболист вместе с «Торпедо-БелАЗ» продолжил готовиться к новому сезону. В марте 2023 года футболист на правах арендного соглашения присоединился к «Жодино-Южному». Дебютировал за клуб 1 апреля 2023 года в матче против пинской «Волны», выйдя на замену на 83 минуте. На протяжении всего сезона футболист выступал в клубе в роли игрока замены, результативными действиями не отличившись. По итогу вместе с клубом закончил чемпионат на итоговом седьмом месте.